# Femke Gerritse
Femke Gerritse   ('s-Hertogenbosch i Rosmalen, 14 de maig de 2001) és una ciclista neerlandesa de ciclisme de carretera, on, actualment competeix amb l'equip Team SD Worx-Protime.
L'any del seu debut al Tour de França va dur el mallot de la muntanya durant les etapes 3 a la 6.

## Palmarès en ruta

### Júnior
- 2019
  -  Campiona de Països Baixos en ruta júnior
  - Vencedora d'etapa al Healthy Ageing Tour
  - Vencedora d'etapa a la Watersley Challenge
- 2021
  - Vencedora d'etapa a la Watersley Challenge

### Professional
- 2025
  - 1a a l'Omloop van het Hageland
  - 1a a la Volta NXT Classic
  - Vencedora d'una etapa a La Vuelta Femenina

### Resultats a les Grans Voltes

#### Giro d'Itàlia
- 2024: 46a posició

#### Tour de França
- 2022: 74a posició
- 2025: 100a posició

#### Volta a Espanya
- 2025: 55a posició i vencedora de la 3a etapa

## Palmarès en ciclocròs
- 2017-2018
  -  Campiona dels Països Baixos júnior